# Peter Taptuna

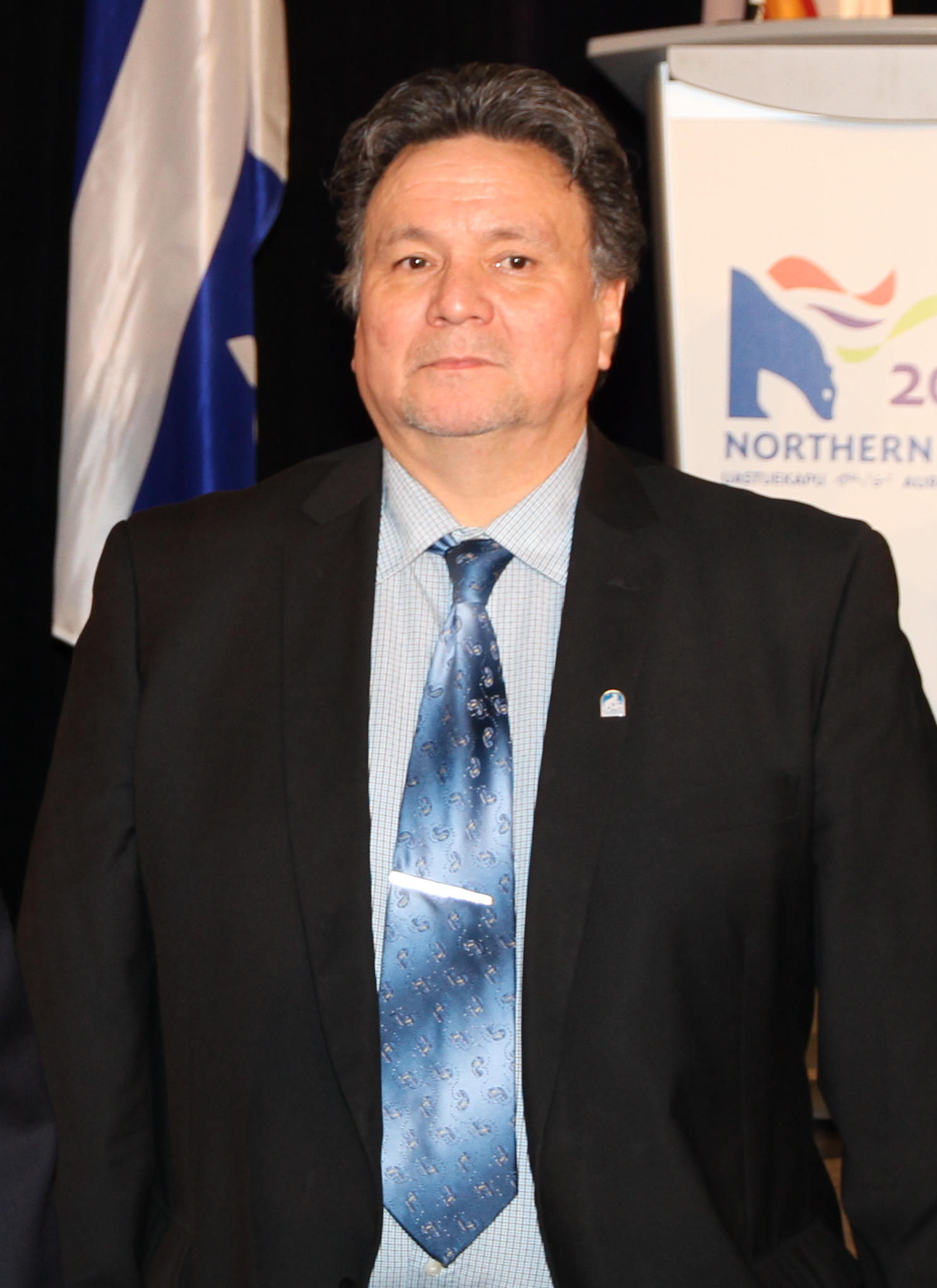
Peter Taptuna (2014)

Peter Taptuna (Inuktitut ᐲᑕ ᑕᑉᑐᓇ, * 1955 oder 1956 in Cambridge Bay, Victoria-Insel) ist ein kanadischer Politiker. Der Inuk war vom 19. November 2013 bis zum 21. November 2017 Premierminister des Territoriums Nunavut.

## Leben
Taptuna besuchte eine Residential School in Inuvik. Später arbeitete er 13 Jahre lang für eine Erdölfördergesellschaft in der Beaufortsee, danach in einer Goldmine bei Kugluktuk. Er absolvierte schließlich einen Management-Lehrgang am Nunavut Arctic College in Arviat. Ab 2000 war er als Direktor und Vorsitzender der Wirtschaftsentwicklungsgesellschaft Kitikmeot Corporation tätig.
Seine politische Karriere begann 1999 als Stadtrat und Vizebürgermeister von Kugluktuk. Am 27. Oktober 2008 wurde er in das Territorialparlament von Nunavut gewählt. In der Folge hatte er mehrere Ministerposten inne (Vizepremier, Bergbau, Wirtschaftsentwicklung, Verkehr). Nachdem er als Abgeordneter von Kugluktuk wiedergewählt worden war, folgte am 15. November 2013 die Wahl zum Premierminister. Nachdem er sich 2017 nicht um die Wiederwahl beworben hatte, folgte ihm Paul Quassa in diesem Amt.